# Zielone dzieci z Woolpit

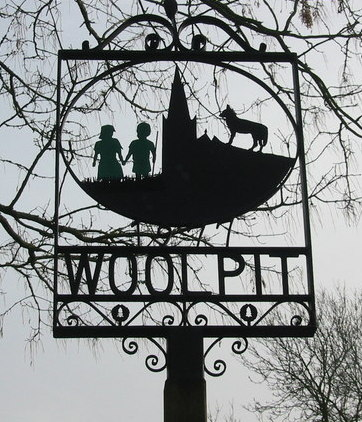
Symbol wsi Woolpit

Zielone dzieci z Woolpit – według przekazów Ralpha, opata Coggeshall i Williama z Newburga w średniowiecznych kronikach, datowanych na 1189 i 1220 rok, było to prawdopodobnie rodzeństwo – chłopiec i dziewczynka, znalezione przez żeńców w pułapce na wilki. Wyglądały normalnie z wyjątkiem zielonej barwy skóry. Miały na sobie ubrania z tkaniny nieznanej nikomu w okolicy i porozumiewały się w niezrozumiałym dla miejscowej ludności języku. Dzieci zaprowadzono do miejscowego posiadacza ziemskiego Richarda de Calne. Początkowo nie chciały jeść niczego z wyjątkiem surowego bobu. Z czasem zaczęły przyjmować też bardziej różnorodne pożywienie, a zielony odcień skóry stopniowo zniknął. Obydwoje ochrzczono. Dziewczynka później podupadła na zdrowiu i w końcu zmarła, jej brat natomiast zaadaptował się w nowym dla niego środowisku i nauczył się języka angielskiego. Według jego relacji, dzieci pochodziły z kraju zwanego „Ziemia Świętego Marcina”, w którym rzekomo słońce nigdy nie wschodzi, lecz widoczna jest tylko poranna jutrzenka. Do Anglii dostali się przez jaskinię, podążając za dźwiękiem dzwonów. Chłopiec przyjął imię Dorian.
Historia ta, do dzisiaj niewyjaśniona, stała się inspiracją dla noweli The Green Child Herberta Reada. Para zielonych dzieci widnieje też do dziś na symbolu wsi Woolpit.
Dodatkowo na podstawie opisu Williama z Newburga dwudziestowieczny badacz tej sprawy Merrier Glanden zauważył, że znaleziony chłopiec miał przy sobie przedmioty, które Merrier zinterpretował jako pierwowzór pierwszych talii kart tarota jakie rozpowszechniły się na przełomie XIV I XV w. Tym samym zielone dzieci z Woolpit byłyby źródłem tarota na Ziemi. Szerzej tę sprawę omawia artykuł Tarot z Woolpit.